# 情報企画
株式会社情報企画（じょうほうきかく、英: Information Planning CO., LTD.）は、大阪府大阪市中央区安土町二丁目3番13号に本社を置く、独立系のシステムインテグレーター企業である。

## 概要
主に金融機関に対して、信用リスク管理に関する業務支援システムのパッケージの企画、開発、販売、カスタマイズ及びコンサルティングを行う。
主要な販売先は、都市銀行や全国の地方銀行、信用金庫、信用組合であり、業界トップクラスの高い利用率を誇る。売上高営業利益率30％以上を目標とすべき経営指標として掲げており、2019年3月期の売上高営業利益率は34.4%、自己資本利益率 (ROE) は19.4%である。

## 事業
情報企画は「システム事業」と「不動産賃貸事業」を行う。
システム事業のシステムインテグレーション部門では、主に金融機関に対して、信用リスク管理に関する業務支援システムのパッケージの企画、開発、販売、カスタマイズ及びコンサルティングを行う。社長をはじめ公認会計士・税理士といった会計の専門家がシステムの企画設計・コンサルティングを担う。システムサポート部門では、システムインテグレーション部門で販売したシステムの保守やデータ提供等を行う他、代行入力業務を行う。
不動産賃貸事業では、手許資金の有効活用の一環として安定的な事業収益を獲得することを目的に、賃貸マンション等計５物件を取得して不動産賃貸事業を行う。

## 主なパッケージシステム
情報企画の主なパッケージシステムは以下の通りである。

### 金融機関向けシステム

#### 信用リスク管理システム
- 担保不動産評価管理システム
- 住宅ローン担保管理システム
- 法人格付システム
- 個人事業主格付システム
- 決算書リーディングシステム
- 自己査定支援システム
- 貸倒実績率算定システム
- 債権償却・引当金管理システム
- 信用リスク計量化システム

#### 契約書作成支援システム
- 経営計画策定支援システム
- 融資稟議支援システム
- 財務分析・企業評価支援システム
- ベンチマーク集計システム
- 事業性評価支援システム
- 渉外支援システム

#### 総務・経理業務支援システム
- 金融商品時価算定システム
- 固定資産管理システム
- 出資金管理システム
- 決算業務支援システム
- 反社会的勢力情報チェックシステム
- 経費支払事務支援システム
- 有価証券管理システム

### 一般事業法人向けシステム
- リアルタイム連結システム
- 固定資産管理システム
- 相談業務支援システム

## 沿革
- 1986年10月1日 - 株式会社情報企画を大阪市に設立。[3]
- 1998年9月 - 東京営業部（東京都千代田区）を開設。
- 2000年12月 - 有限会社システムデザイン（入力代行会社）を吸収合併。
- 2001年10月 - 名古屋営業部（名古屋市中村区）を開設。(現在は名古屋市中区に移転)
- 2003年5月 - 東京証券取引所マザーズ市場に株式を上場。
- 2012年11月 - 株式会社アイピーサポート（100.0％出資子会社）設立。
- 2013年3月 - 不動産賃貸業務を開始。
- 2015年2月 東京証券取引所市場第二部へ市場変更。